# Часовня Георгия Победоносца (Кефтеницы)
Часовня Георгия Победоносца — православная деревянная часовня в деревне Кефтеницы Медвежьегорского района Карелии (историческая область Заонежье). Часовня имеет статус памятника федерального значения.

## История
Точное время постройки часовни неизвестно, но на основании архитектурно-конструктивных особенностей часовня датируется второй половиной XVII века. Предположительно, первоначально часовня представляла собой одночастное строение молельни. В конце XVII — начале XVIII веков к молельне пристроили притвор каркасной конструкции, а во второй половине XVIII века каркасный притвор заменили на бревенчатый и пристроили крыльцо. В середине XIX века над крыльцом была надстроена восьмигранная шатровая звонница, но в 1939 году звонница была разобрана.
В 2008 году началась реставрация часовни.

## Архитектура
Часовня состоит из трёх основных объёмов — молельни, притвора и крыльца.

## Убранство
В середине XIX века в часовне был устроен потолок-небо. Раньше в иконостас часовни входили иконы XVII и XVIII веков, но в шестидесятых годах XX века они были вывезены в Музей изобразительных искусств Республики Карелия и Государственный Русский музей.